# 埃皮斯科皮亚
埃皮斯科皮亚（義大利語：Episcopia），是意大利波坦察省的一个市镇。总面积28平方公里，人口1518人，人口密度54.2人/平方公里（2009年）。ISTAT代码为076030。